# Voyeurism
Voyeurism innebär att bli sexuellt upphetsad av att i hemlighet iaktta främlingars sexuella umgänge eller nakenhet utan deras samtycke, samt att söka efter sådana erfarenheter. Det är en parafili (sexuell avvikelse), en psykiatrisk term för en psykisk störning av de sexuella preferenserna.
Främlingarna behöver inte vara helt nakna utan det kan också vara en intim situation, till exempel när en person byter om eller går på toaletten, duschar eller badar. Det kan också handla om att smygfilma eller ta foton av någon i intima situationer.
Diagnosen för voyeurism finns i DSM-IV och ICD-10. För att klassas som en störning måste symptomen vara kopplade till ett beroende, enligt definitionen i minst sex månader, samt ha varit hämmande på personens liv.
Ett vanligt uttryck för personer som utövar voyeurism är fönstertittare, då de inte sällan tittar in i privatbostäders fönster.